# Karim Abdel Aziz
Karim Abdel Aziz (en arabe : كريم عبد العزيز) est un acteur égyptien, né le 17 août 1975  au Gouvernorat de Gizeh en Égypte.
Il est le fils de directeur Mohammad Abdul Aziz et le neveu du réalisateur Omar Abdel Aziz, alors que sa tante est l'actrice Samira Muhsin. Son père et son oncle sont connus pour l'empreinte que leurs films ont laissé sur le cinéma égyptien moderne.

## Films
- 2014- L’éléphant Bleu
- 2011- Fasel wa Na'ood
- 2009- Welad el am

## Séries
- 2017 Al Zeybak
- 2015 Wish tani
- 2012 Al houroub
- 2010 Al-Gamaa'a